# Ferrocarril del Sud
Ferrocarril del Sud era uma companhia de capitais britânicos que construiu e operou uma rede de ferrovias na Argentina na segunda metade do Século XIX até primeira metade do Século XX. A companhia foi fundada por Edward Lumb em 1862 como Buenos Aires Great Southern Railway (BAGS) e seu primeiro gerente geral foi Edward Banfield.